# El espejo de los otros
El espejo de los otros es una película de comedia argentina de 2015 escrita, dirigida y producida por Marcos Carnevale. La película está protagonizada por un gran elenco coral conformado por Norma Aleandro, Graciela Borges, Leticia Bredice, Alfredo Casero, Pepe Cibrián, Mauricio Dayub, Julieta Díaz, Luis Machín, Oscar Martínez, Javier de Nevares, Ana María Picchio, Favio Posca, Carola Reyna, Marilina Ross y María Socas. La película hizo su aparición en cartelera el 3 de septiembre del mismo año.

## Sinopsis
Existe en Buenos Aires un lugar que pocos conocen, pero del que casi todo el mundo habla. Detrás de un paredón insípido y de una puerta que no dice mucho, están los restos de una catedral gótica, donde funciona un singular restaurante que ofrece una sola mesa. Todas las noches una última cena. 
El nombre del lugar es Cenáculo. Nadie viene sólo a disfrutar solamente de una gran comida, de los mejores vinos y de buena música. Los comensales que se sientan en la mesa todas las noches definen algo importante en sus vidas.
Por Cenáculo pasa el amor, pasa la vida, pasa la muerte, la codicia, la soledad...

## Elenco
- Norma Aleandro como Julia.
- Graciela Borges como Iris Guerrico.
- Leticia Bredice como María.
- Alfredo Casero como Jose.
- Pepe Cibrián como Benito Guerrico.
- Mauricio Dayub como Pedro Escudero.
- Julieta Díaz como Magdalena Echeverri.
- Luis Machín como Simon Escudero.
- Oscar Martínez como Miguel Gutiérrez.
- Javier de Nevares como Juan Puyol Jr.
- Ana María Picchio como Elsa Poedo Mani.
- Favio Posca como Lucas Escudero.
- Carola Reyna como Belén de Escudero.
- Marilina Ross como Debbie.
- María Socas como Isabel de Escudero.
- Ana Fontán como Salomé Vázquez.

## Premios y nominaciones

### Premios Sur
La décima edición de los Premios Sur se llevó a cabo el 24 de noviembre de 2015.
| Año  | Categoría    | Nominado          | Resultado |
| ---- | ------------ | ----------------- | --------- |
| 2015 | Mejor sonido | Jorge Stavrópulos | Nominado  |